# Brenham
Brenham é uma cidade localizada no estado norte-americano de Texas, no Condado de Washington.

## Demografia
Segundo o censo norte-americano de 2000, a sua população era de 13.507 habitantes. 
Em 2006, foi estimada uma população de 14.752, um aumento de 1245 (9.2%).

## Geografia
De acordo com o United States Census Bureau tem uma área de 
22,7 km², dos quais 22,7 km² cobertos por terra e 0,0 km² cobertos por água. Brenham localiza-se a aproximadamente 122 m acima do nível do mar.

## Localidades na vizinhança
O diagrama seguinte representa as localidades num raio de 32 km ao redor de Brenham. 